# Henry Fatio
Henry Fatio (Ginevra, 20 agosto 1863 – Ginevra, 6 dicembre 1930) è stato un banchiere svizzero. È citato anche come Henri Fatio-Lombard.

## Biografia
Henry Fatio creò una delle principali collezioni di autografi in Europa.
Nel 1920 comprò all'asta i tre fogli mancanti al Codice sul volo degli uccelli e nel giugno 1926 li donò al governo italiano facendoli consegnare a Pietro Fedele, ministro della pubblica istruzione; il codice conservato presso la Biblioteca Reale di Torino venne così completamente reintegrato.
Vittorio Emanuele III lo nominò per questo Grand'Ufficiale dell'Ordine della Corona d'Italia.